# الكسندر غراهام
الكسندر غراهام (بالإنجليزية: Alexander Graham)‏ هو شخصية أعمال وسياسي أمريكي، ولد في 6 أبريل 1816، وتوفي في 1 مايو 1895. حزبياً، نشط في الحزب الجمهوري. وقد انتخب عضو جمعية ولاية نيويورك وانتخب عضو جمعية ولاية ويسكونسن.